# ارگ بادی
ارگ بادی (انگلیسی: Pipe organ) از انواع سازهای بادی است که صدای آن به وسیلهٔ دمیده شدن هوای تحت فشار ایجاد می‌شود. 

## ویژگی
این صدا توسط لوله‌هایی هدایت می‌شود. کنترل این صداها توسط صفحه کلید انجام می‌شود. این ساز از قدیمی‌ترین سازهای ساخته شده توسط اروپاییان است و بیشتر در موسیقی مذهبی و کلیسائی کاربرد دارد. در زبان فارسی به این ساز ارغنون گفته می‌شود.

## نگارخانه

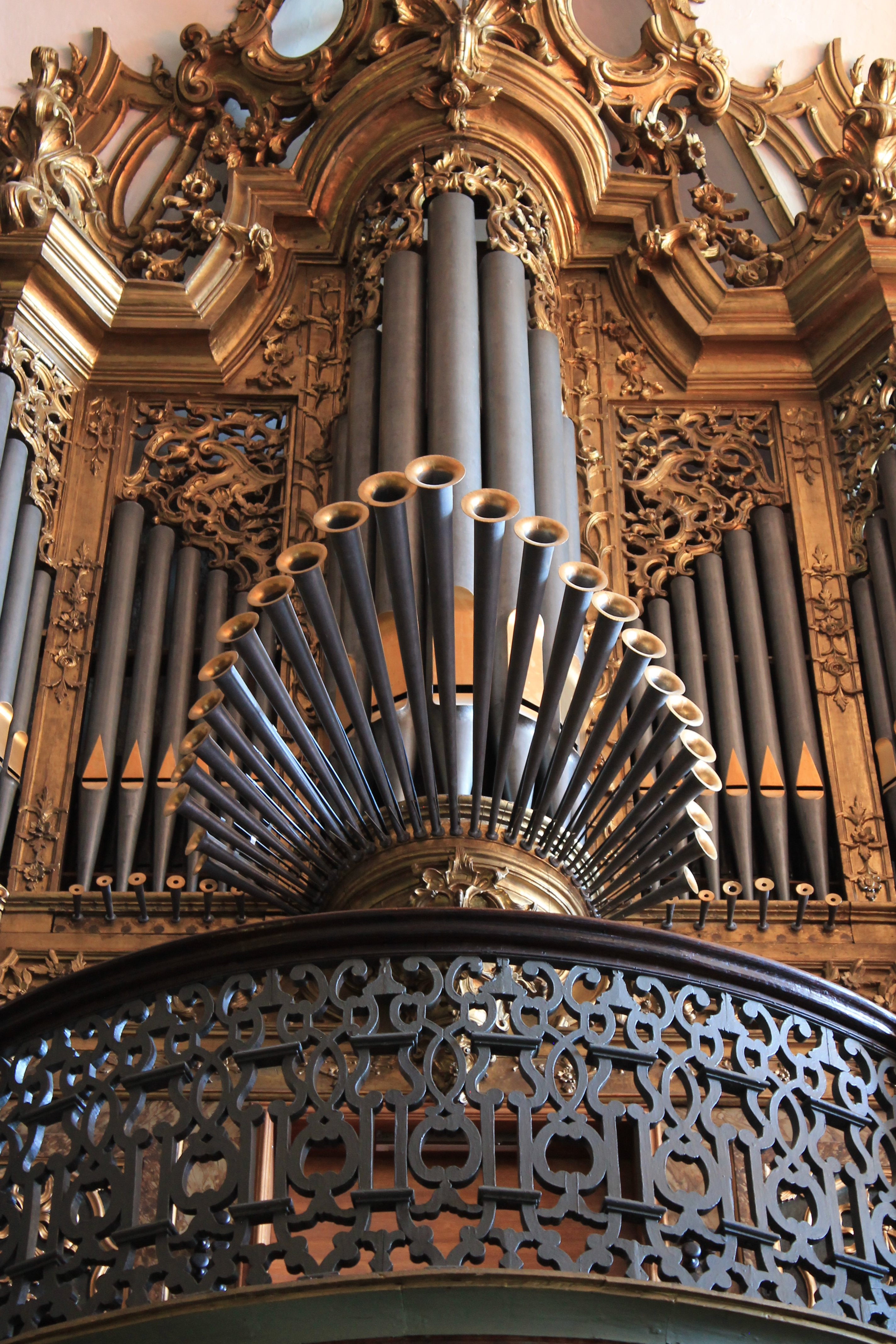
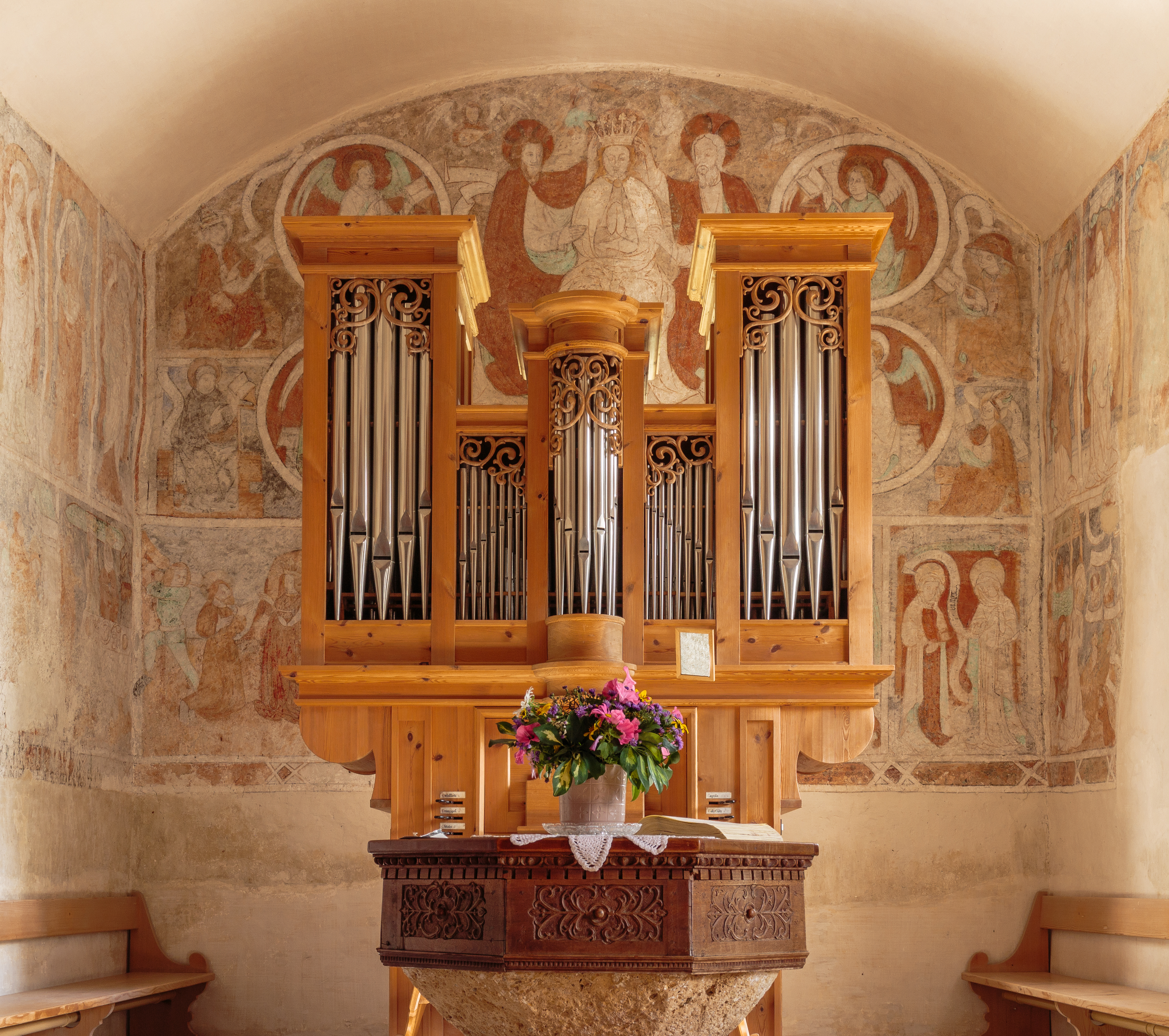
نگاره‌ای از ارگ بادی کلیسای اصلاح‌شده والتنزبرگ، واقع در کانتون گراوبوندن، سوئیس
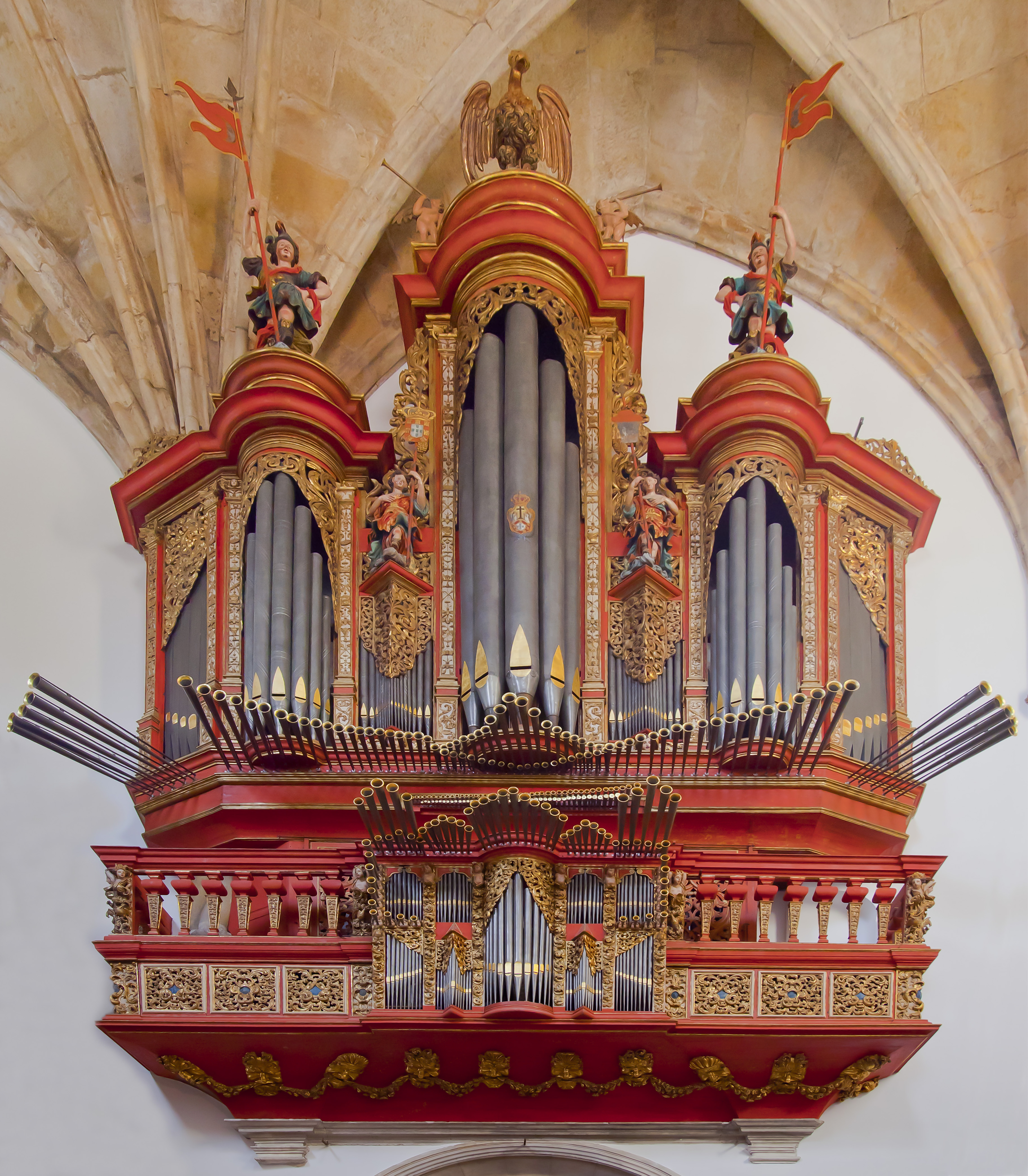
ارگ بادی در سبک باروک، متعلق به صومعهٔ سانتاکروز در کویمبرا، پرتغال
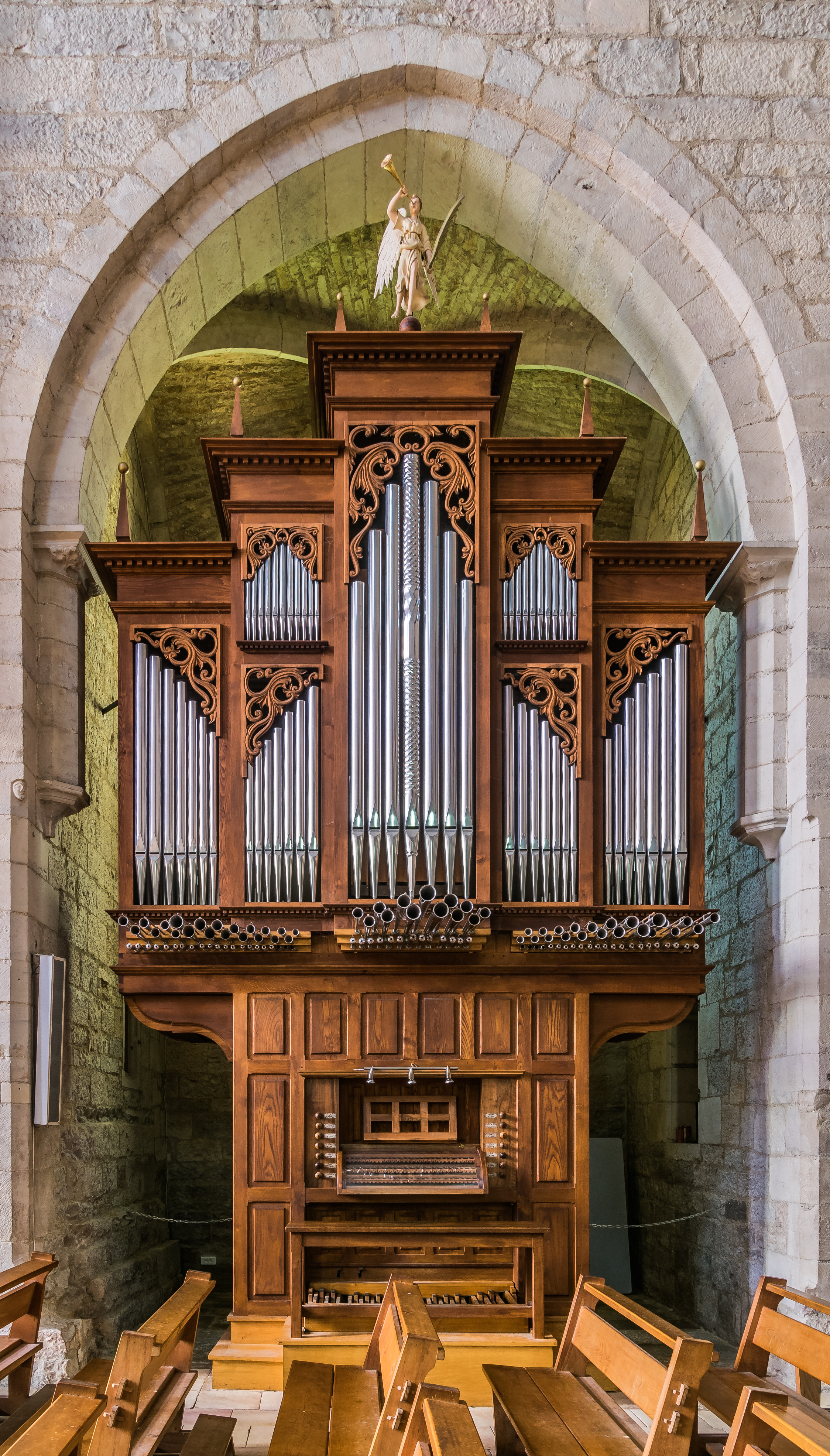
یک ارگ بادی در کلیسای آرامگاه مقدس ویلنو در کمون ویلنو، آویرون فرانسه
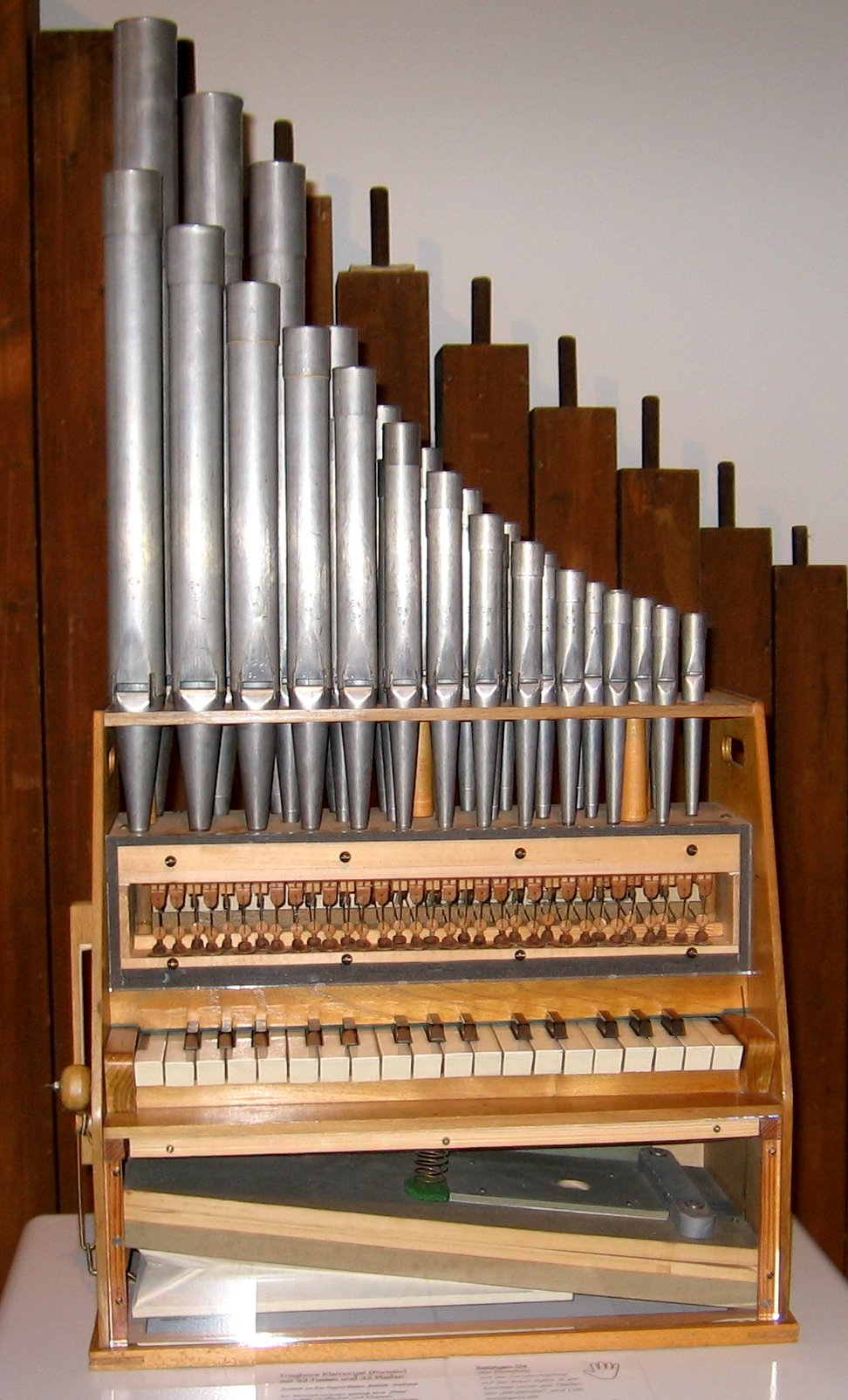
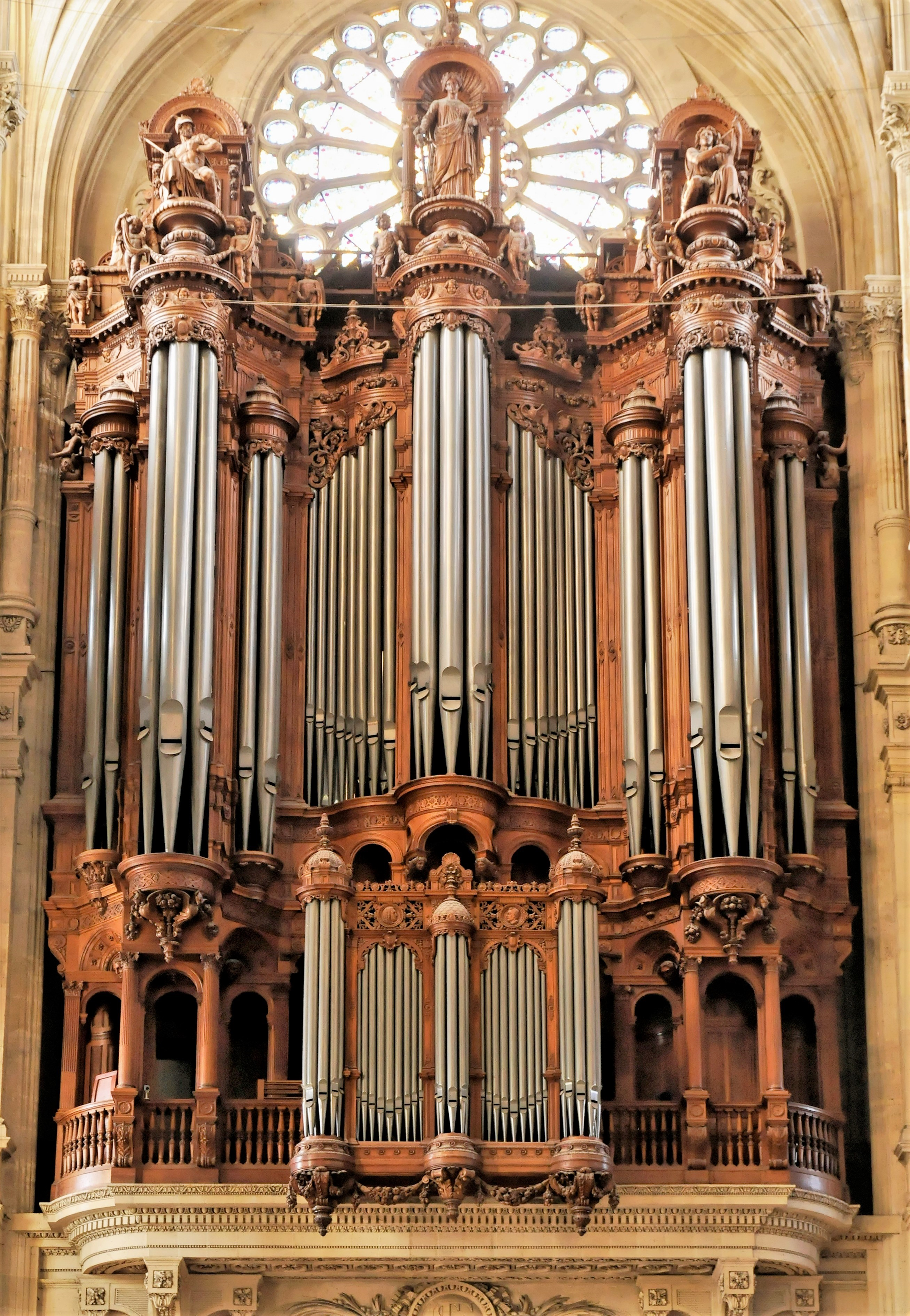
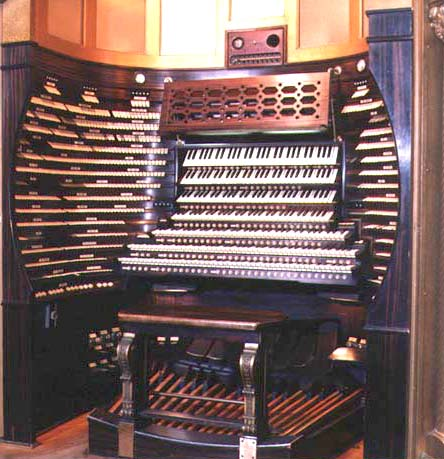
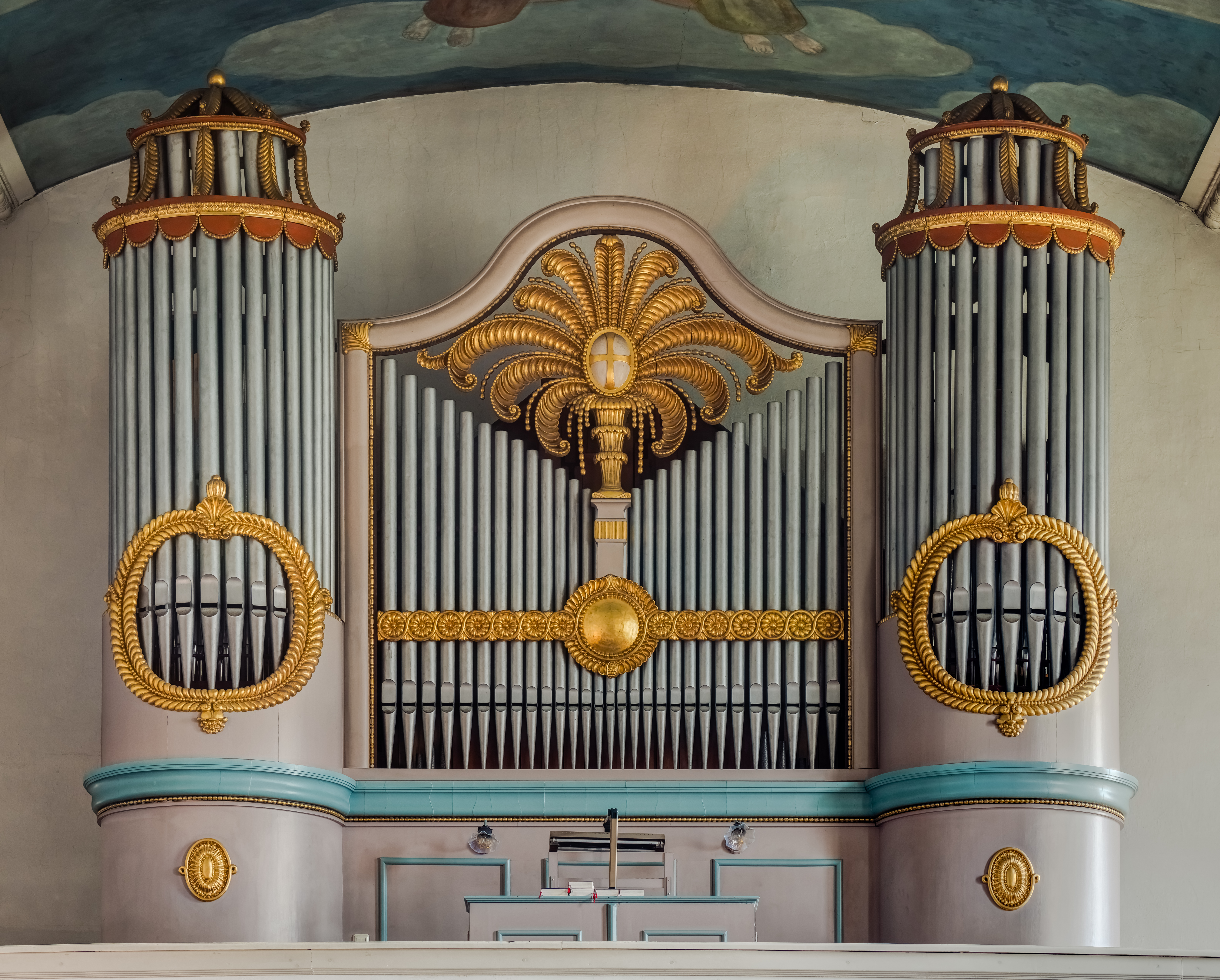
یک ارگ بادی در کلیسای سنت پیتر و پاول در لانگنزندلباخ، آلمان